# Кур салон
Кур салон је репрезентативна грађевина у Бањи Ковиљачи, подигнута 1932. године. Од почетка је грађен за забаву бањских гостију и тадашњих богаташа и као такав до данас је сачувао дух прошлих времена и раскошних балова.
Зграду је подигао, као ретко архитектонско здање, краљ Александар I Карађорђевић. Грађена је по узору на бечки Кур салон, али је за разлику од њега, где је у почетку било дозвољено само лечење (на француском „кура-лечење”) и пијење лековите воде, Кур салон у Бањи Ковиљачи био од свог отварања предодређен за забаву. Зграда се састоји од свечане сале - плесне дворане са 450 места, ресторан сале са 220 места, пансион сале са 150 места, два овална и два округла салона, две летње терасе и пространи паркинг.
За Кур салон су везане и следеће занимљивости:
- Овде је отворена прва коцкарница на Балкану.
- Одржан је први избор за мис Југославије.
- Музичари су плаћали да би свирали у Кур салону.
- Краљ Петар II Карађорђевић је након априлског бомбардовања овде прогласио мобилизацију.

Редовни посетиоци су били Бранислав Нушић, Жанка Стокић, Добрица Милутиновић, министри, генерали, а госте је забављала тада најтиражнија певачица Европе - Софка Николић. Овде су одржавани Конгреси Југословенских жена које су тада започеле борбу за своја права.
У Кур салону је сниман филм Емира Кустурице „Отац на службеном путу” који је добио Златну палму на Канском фестивалу, такође и серија Здравка Шотре „Непобедиво срце”.
После дугог низа година небриге и пропадања, 2016. године је почела санација чиме би се згради вратио некадашњи сјај. Обновљен је и свечано пуштен у рад 30. децембра 2018. године.